# Mariska Hargitay
Mariska Magdolna Hargitay (ur. 23 stycznia 1964 w Santa Monica, Kalifornia) – amerykańska aktorka pochodzenia włosko-niemiecko-angielskiego, córka znanej w latach 50. i 60. seksbomby Jayne Mansfield oraz kulturysty i aktora Mickeya (Miklosa) Hargitaya. W 2025 roku aktorka ogłosiła, że jej biologicznym ojcem jest Nelson Sardelli którego poznała, mając 30 lat.
Absolwentka UCLA. Zadebiutowała epizodem w głośnym filmie Star 80. Obecnie grywa przede wszystkim w serialach telewizyjnych. Za rolę w serialu Law & Order: Special Victims Unit zdobyła nagrodę Złotego Globu w 2005 oraz nagrodę Emmy w 2006. Dubbingowała postać Tenar w angielskiej wersji językowej filmu Opowieści z Ziemiomorza.
W 2005 wybrana przez magazyn „People” na listę 50. Najpiękniejszych Kobiet Świata. Udziela się społecznie, jest m.in. współzałożycielką Joyful Heart Foundation, organizacji, która wspiera kobiety napastowane seksualnie.

## Filmografia

### Filmy
- Ghoulies (1985)
- Niezawodna obrona (1991)
- Zostawić Las Vegas (1995)
- Aligator – Lake Placid (1999)
- Perfumy (2001)
- Opowieści z Ziemiomorza (2006, głos)

### Seriale
- Downtown
- Falcon Crest
- Tequila i Bonetti
- Can't Hurry Love
- Prince Street
- Ostry dyżur
- Koszmary Freddy’ego
- Ellen
- All-American Girl
- Słoneczny patrol
- Cracker
- Gabriel's Fire
- In the Heat of the Night
- JoJo z cyrku
- The Single Guy
- Wiseguy
- Prawo i porządek: sekcja specjalna